# Вареники
Варе́ники (від дієслова варити; у діалектах також пироги́) — українська національна страва у вигляді відвареного прісного тіста з начинкою. Начинка може бути різною: картопля, сир (картопля з сиром), квашена капуста (картопля з квашеною капустою), ягоди (найчастіше вишні), гриби, м'ясо, овочі, фрукти тощо.
Вареники — один із символів української національної кухні.
Невеликі трикутні чи заокруглені у формі півмісяця вироби з бездріжджового тіста здебільшого з пшеничного борошна, а також рідше з житнього, гречаного або ячмінного. В тонке тісто загортають найрізноманітніші начинки: варену товчену картоплю, тушковану свіжу чи квашену капусту, відварені гриби, вурду, відварену квасолю, солодкий чи солоний сир, бринзу, пшоняну чи гречану кашу, шпинат, цибулю, мак (насіння), ревінь, яблука, сливи, вишні, черешні, чорниці, суниці, полуниці, малину, чорнослив, рибу чи м'ясо, шкварки, лівер (печінку, легені, серце) тощо, а також з комбінаціями: печінки й сала, картоплі й грибів, картоплі та сиру, капусти і грибів, квасолі та грибів; у Карпатах — бринзи, змішаної з картоплею, а на Поліссі — з товченою квасолею.
Суто українські начинки для вареників: картопля, сир, вишні. Також використовують капусту, цибулю, гречану кашу, мак, варені дроблені сухофрукти, а на Полтавщині — навіть варений горох, розтертий з калиною.
Готову страву подають зі сметаною або розтопленим маслом, а також з підсмаженою на смальці зі шкварками чи олії цибулею. Вареники з вишнями, маком, яблуками, сливами, ягодами посипають цукром або поливають медом, інколи ягідним сиропом. Сметану інколи подають окремо. Їдять вареники гарячими.
Вареники — чи не найпопулярніша в усіх діаспорних спільнотах українська страва.
На Святвечір готують особливі пісні вареники, які у деяких місцевостях західної України називають «креплики» або «краплики».

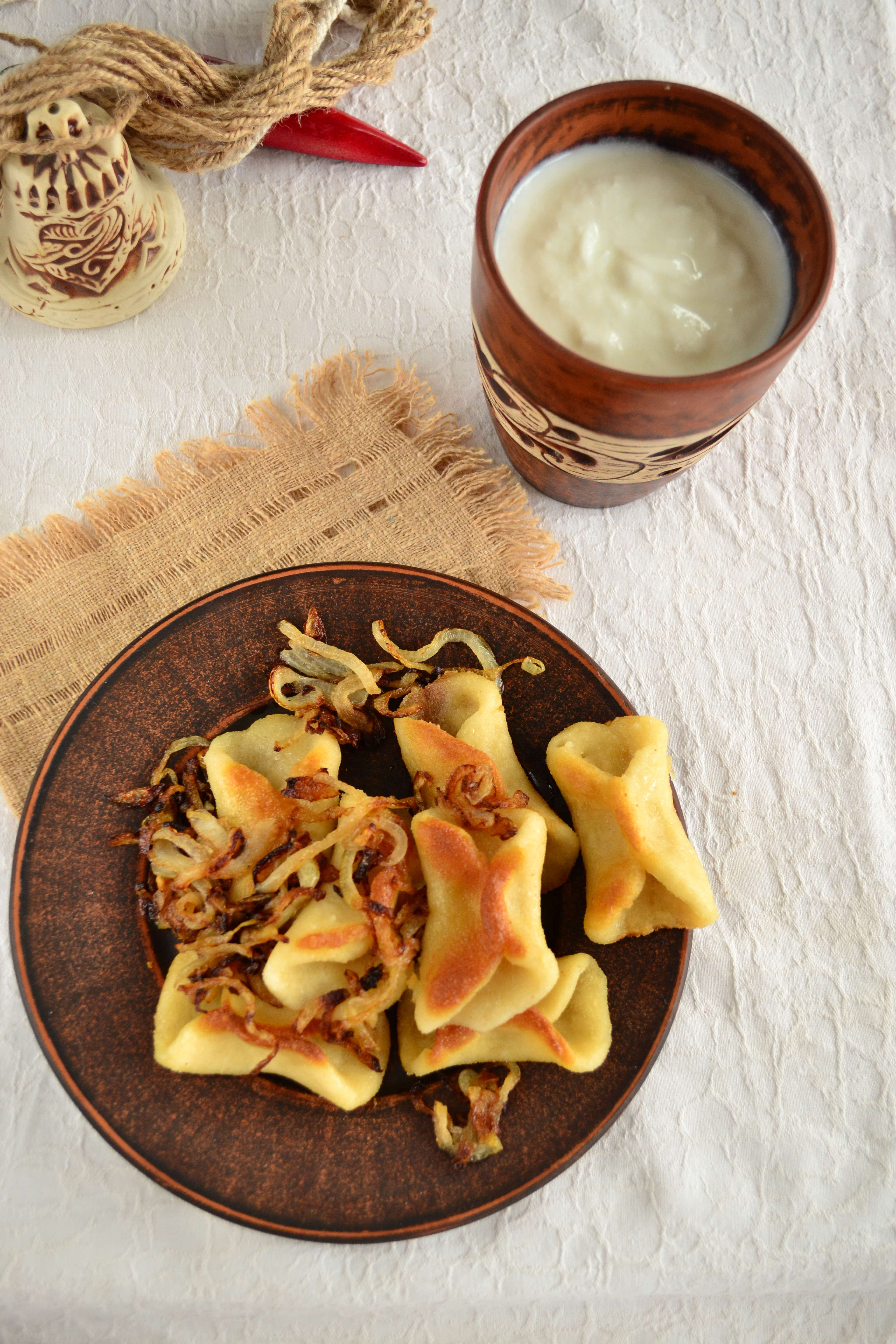
Буцики

Вареники без начинки називають буцики. Їх відварюють і потім обсмажують на вершковому маслі.
Неофіційне свято День вареників — 8 жовтня.

## В українській культурі

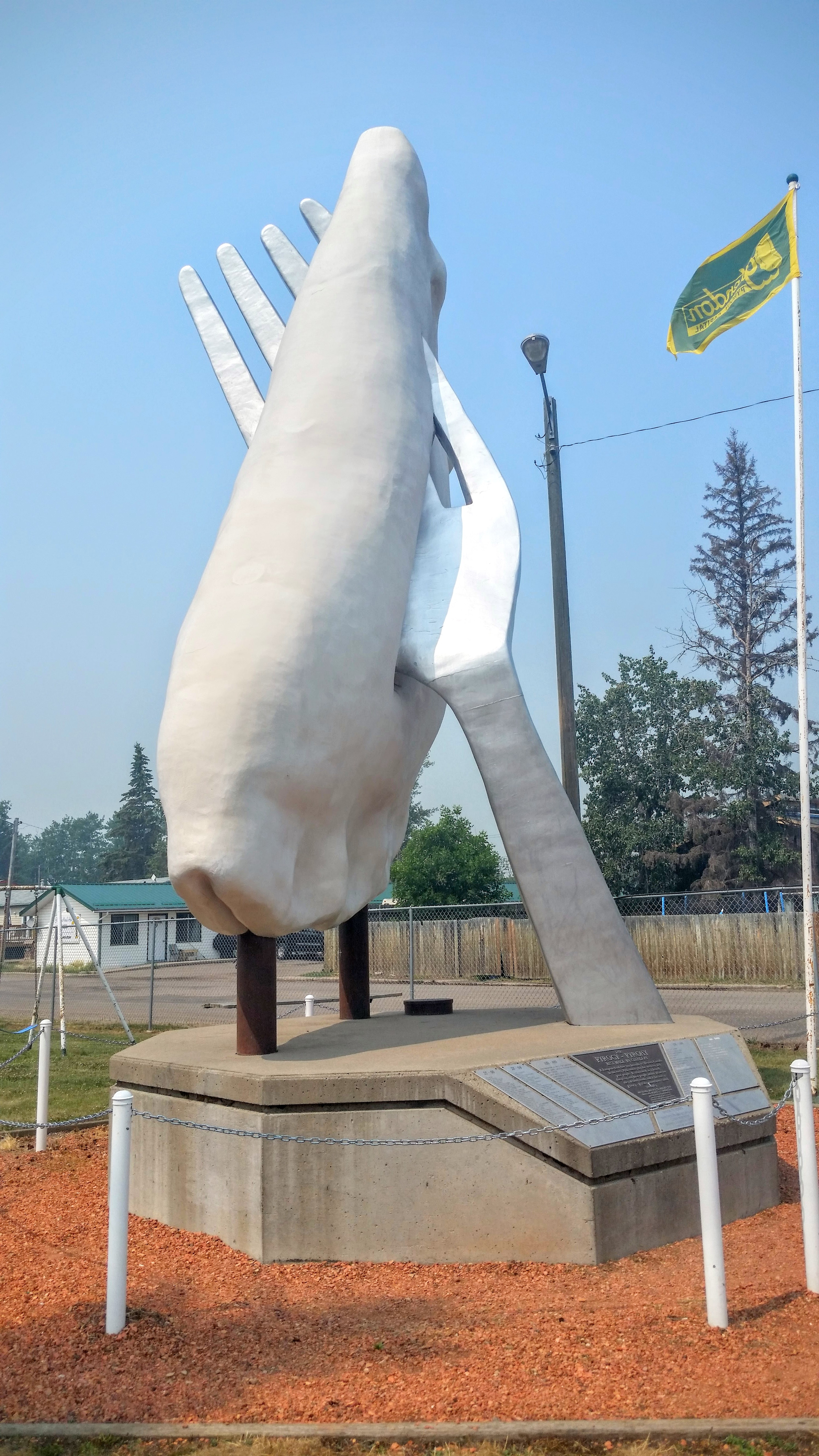
Найбільший у світі вареник, пам'ятник у місті Глендон (Альберта), Канада

Цю страву з борошна та начинки вважають, нарівні з борщем, найтиповішою в українській національній кухні. Вареники часто згадуються в українському фольклорі.
Вареники традиційно ототожнюють з Місяцем, бо вони подібні на нього за формою і використовувалися нашими пращурами як жертовна їжа, присвячена богині води. Вареники з сиром приносили в жертву біля криниць із джерельною водою.
«Аби Місяць сприяв добробуту людини, йому приносили жертву у вигляді вареників, або, як їх ще називають, варених пирогів, котрі за формою нагадують Місяць. Начинка вареників символізувала продовження роду. Вареники з пшоняною кашею сприймалися як символ майбутнього життя. Вареники з маком уособлювали множинність зоряного світу. Великою життєтворчою силою наділялися посічені в начинці яйця. Начинка з грибів сприяла чоловічій сназі, з риби — жіночій.», — писав відомий український етнограф В. М. Войтович.
Українці вважали, що вареники мають магічне значення. Їх обов'язково готували в день, коли в господарстві селянина телилася корова або ягнилася вівця. Це мало забезпечити тварині міцне здоров'я та плодючість. Дівчата ворожили на варениках на Андрія, вареники як обов'язкову страву жінки несли породіллі після пологів.

Пам'ятник варенику у Черкасах

Вважалося також, що процес замішування тіста був символом процесу творення всесвіту, його структури, де саме жінка цей всесвіт творила як мати та прародителька, символ продовження людського роду.
Символом молодого Місяця та продовження роду є вареник на різдвяному столі.
Під час жнив прадавні українці їли вареники як ритуальну страву. Вареник невипадково за формою нагадує місяць у пору його четвертої чверті — коли визначалася доля врожаю. Така їжа мала надати женцям «місячної» наснаги. Під час перепочинку виконували жниварські пісні, наприклад ця, записана на Київщині:
| Вже місяць спадає, А краю все немає… Ой, нумо, поспішімо, Жнива вчасно завершімо! Недалечко до межі, Варенички у діжі! Не барімося на лані — Варенички у сметані! |
Ігор Чеховський записав буковинські «ворожіння» під час етнографічних експедицій наприкінці 1990-х років. Отак розповіла дослідникам 80-річна Катерина Горюк, мешканка села Мілієве Вижницького району:

| «На Андрея дівчата варили пироги (так у регіоні називають вареники) і викладали їх перед голодним котом, — чий пиріг кіт хапав першим, тій дівчині належало до весілля готуватися. Якщо кіт лише відкусив пирога і покинув, значить — на розлучення і самотність». |

### Вареники в літературі
| З картоплею                    |
| З вишнями та сметаною і цукром |
| З лівером                      |

| Сидить москаль на прилавку, Прищурює очі… Так і знати: москалина Вареників хоче. Хоче бідний вареників, То й ніщо питати! Та тільки їх по-нашому Не вміє назвати. «Хазяюшка, галубушка! — Став він говорити. — Свари-ка мне вот энтаво!..» «Та чого зварити?..» «Да энтаво… как, бишь, ево У вас называют?.. Вот, что, знаешь… берут тесто, Сыром накладают…» «Та бог його святий знає, Що вам, служба, гоже!.. Тісто сиром накладають… То галушки, може?..» «Не галушки, не галушки, Я галушки знаю… Свари-ка мне, галубушка… Все, бишь, забываю… Уж с глаз долой, так с памяти!.. Вот энтакой бес-то!.. Да знаешь ли, энтак сыр-то, А на сыре тесто!..» «Та бог його святий знає І добрії люди!.. Сир у тісті?.. Хіба, може, Чи не пиріг буде?» «Да не пирог, голубушка… Экая досада!.. Да знаешь ли, туда масла Да сметаны надо!..» А вона-то добре знає, Чого москаль хоче… Та чекає барабана, Заким затуркоче. Як почула барабана… Слава тобі, боже! Та й говорить москалеві: «Вареників, може?..» Аж підскочив москалина… Та ніколи ждати. «Вареники-вареники!» Та й пішов із хати. |
(Степан Руданський «Вареники-вареники!»)

## Вигляд
Вареник має вигляд маленького півмісяця (рідше трикутника) з тонкого пласта тіста, в який загортають найрізноманітнішу начинку. З пласта розкачаного тіста вирізають склянкою круги (варени́чки, або варени́ці) чи розкачують тонко невеликі кульки з тіста (або розтягують їх руками). Інколи розкачане тісто ріжуть на квадратики. Начинку кладуть у центр кожного кружка (чи квадратика) тіста так, щоб вареник не переповнювався і тісто не дуже натягувалось, і зліплюють краї. У першому випадку отримують півкруглі вареники, в другому — трикутні (складаючи протилежні кути квадрата).

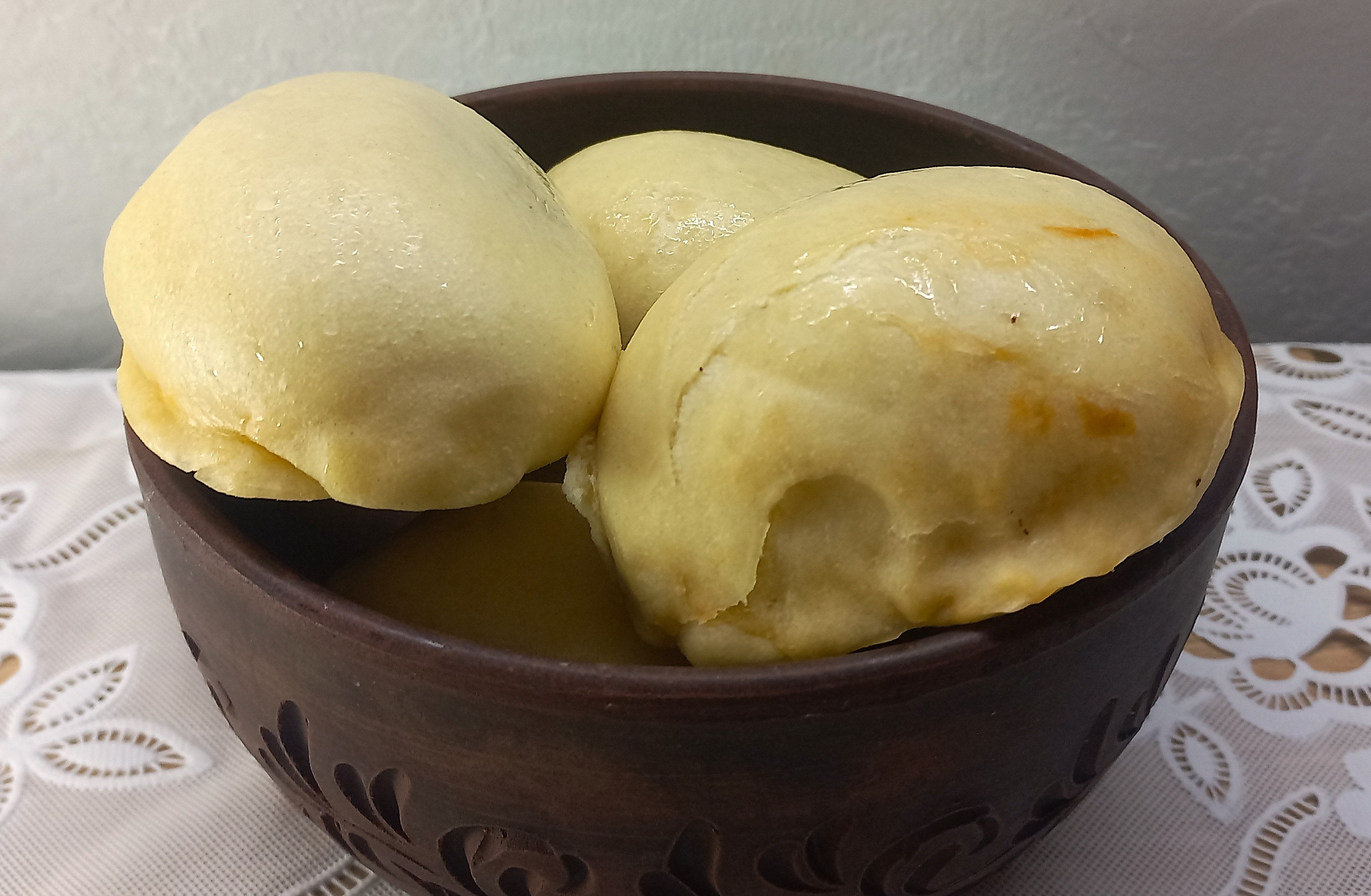
Парові вареники з капустою

Обрізки тіста (без начинки) використовують для повторного його розкачування, а якщо начинки для вареників не вистачає, з них готують галушки або варени́ці (розкачані з тіста кружальця чи квадратики варять разом з варениками, можуть подавати разом з ними або окремо, змащуючи олією та часником).

## Рецепти
Вареники готують з прісного тіста без дріжджів двома способами: тепловим і холодним.
Використовуючи тепловий спосіб приготування тіста, частину належного за рецептом борошна заварюють окропом (1/3 загальної кількості необхідної води): це поліпшує набухання клейковини. Заварене борошно старанно перемішують, додають решту води кімнатної температури, яйця, сіль і замішують тісто так, щоб воно було однорідним, еластичним за консистенцією та відставало від рук (однак не було занадто твердим). Після цього тісту дають постояти протягом 40 хв для визрівання.
Якщо необхідно зберігати тісто для вареників триваліший час, борошно заливають холодною водою (молоком), щоб краще зберігалась волога й тісто не висихало.

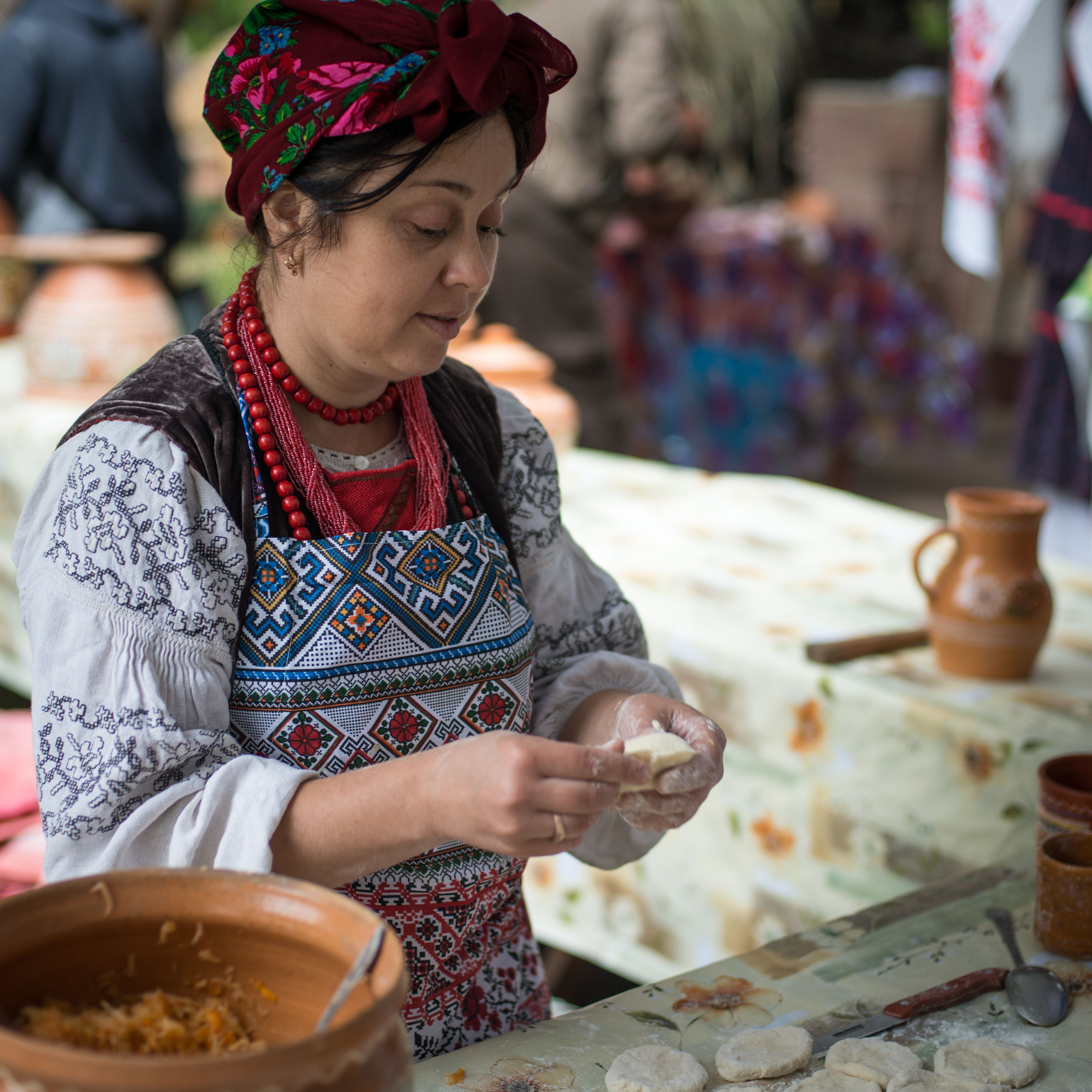
Процес готування вареників
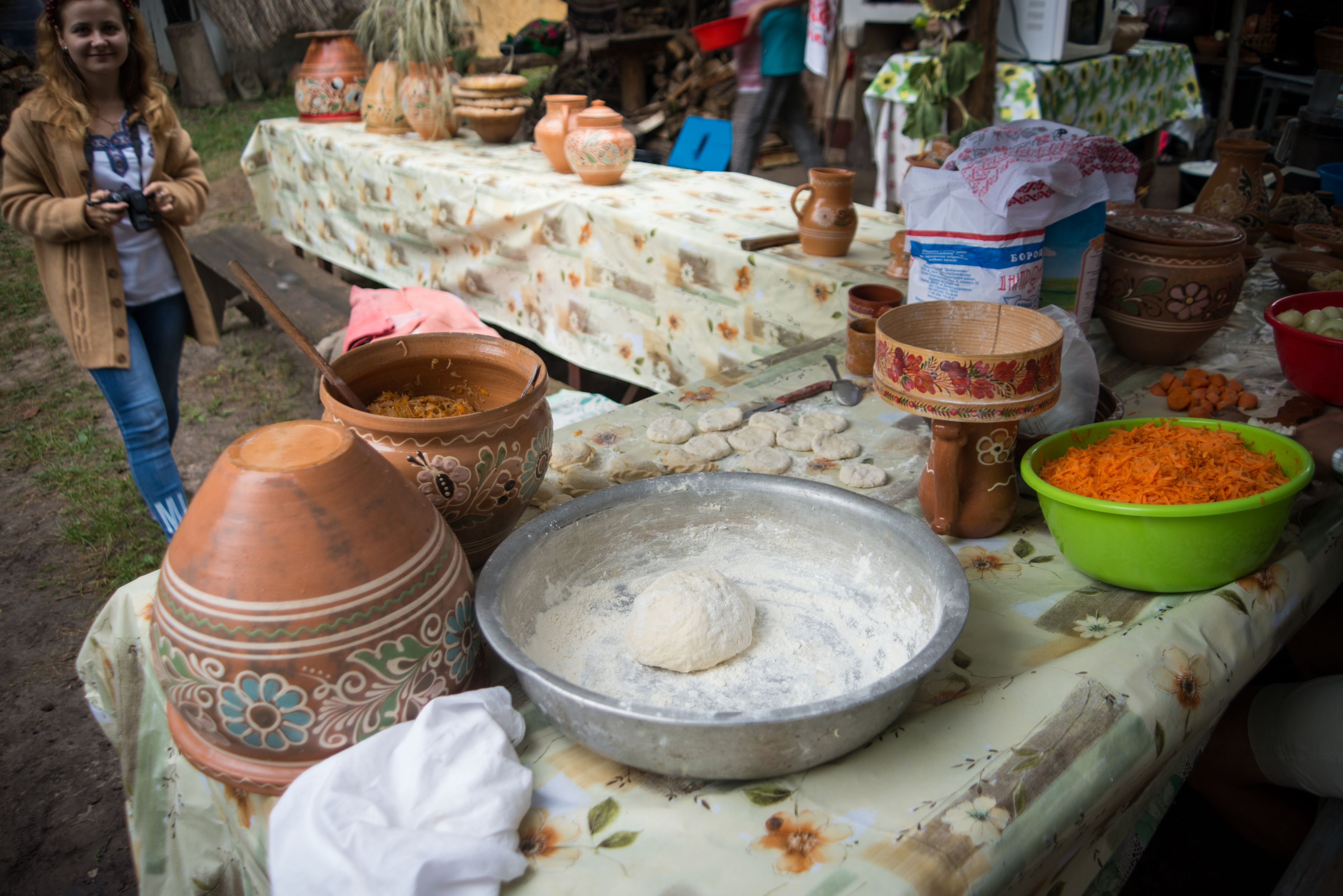
Процес готування вареників
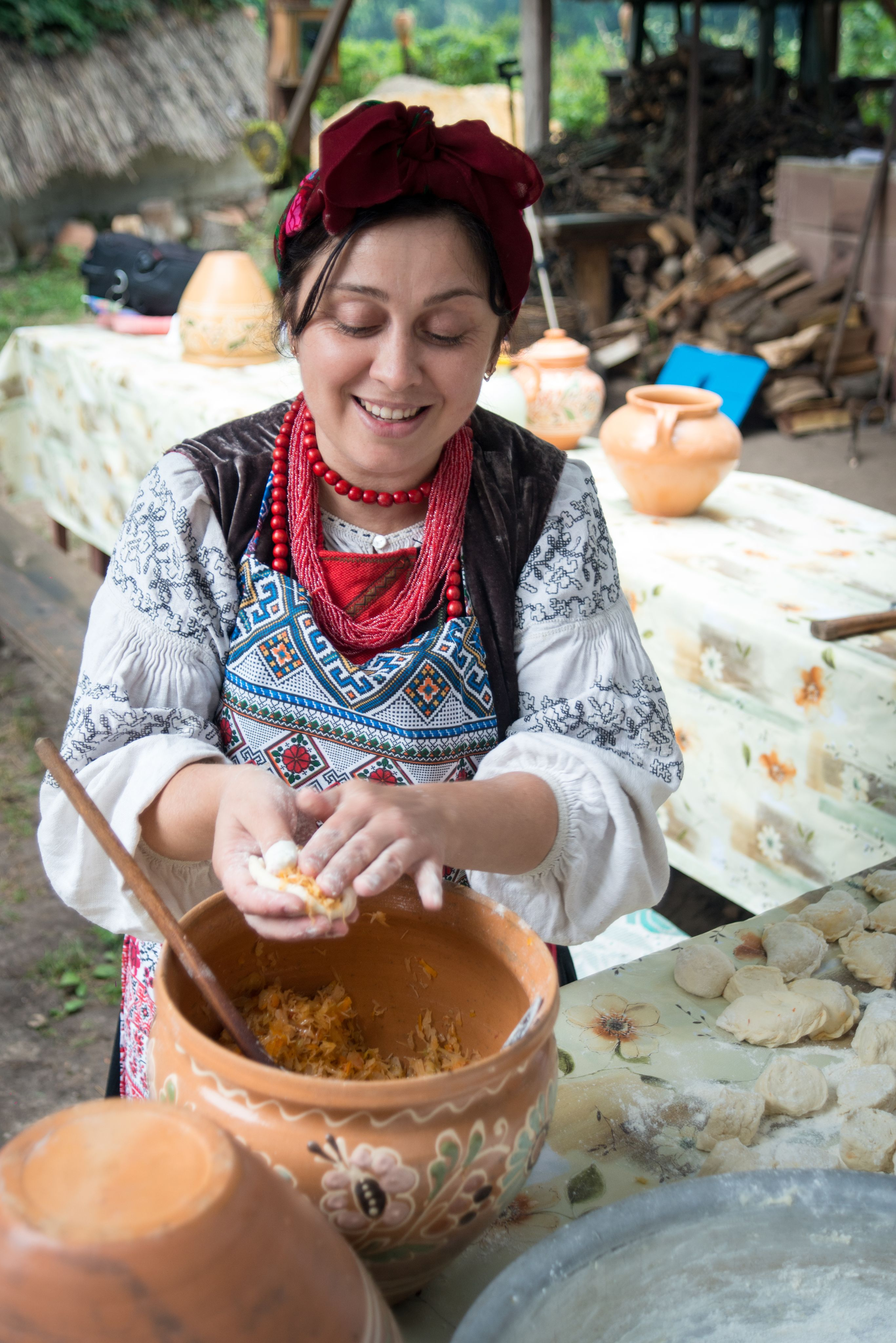
Процес готування вареників
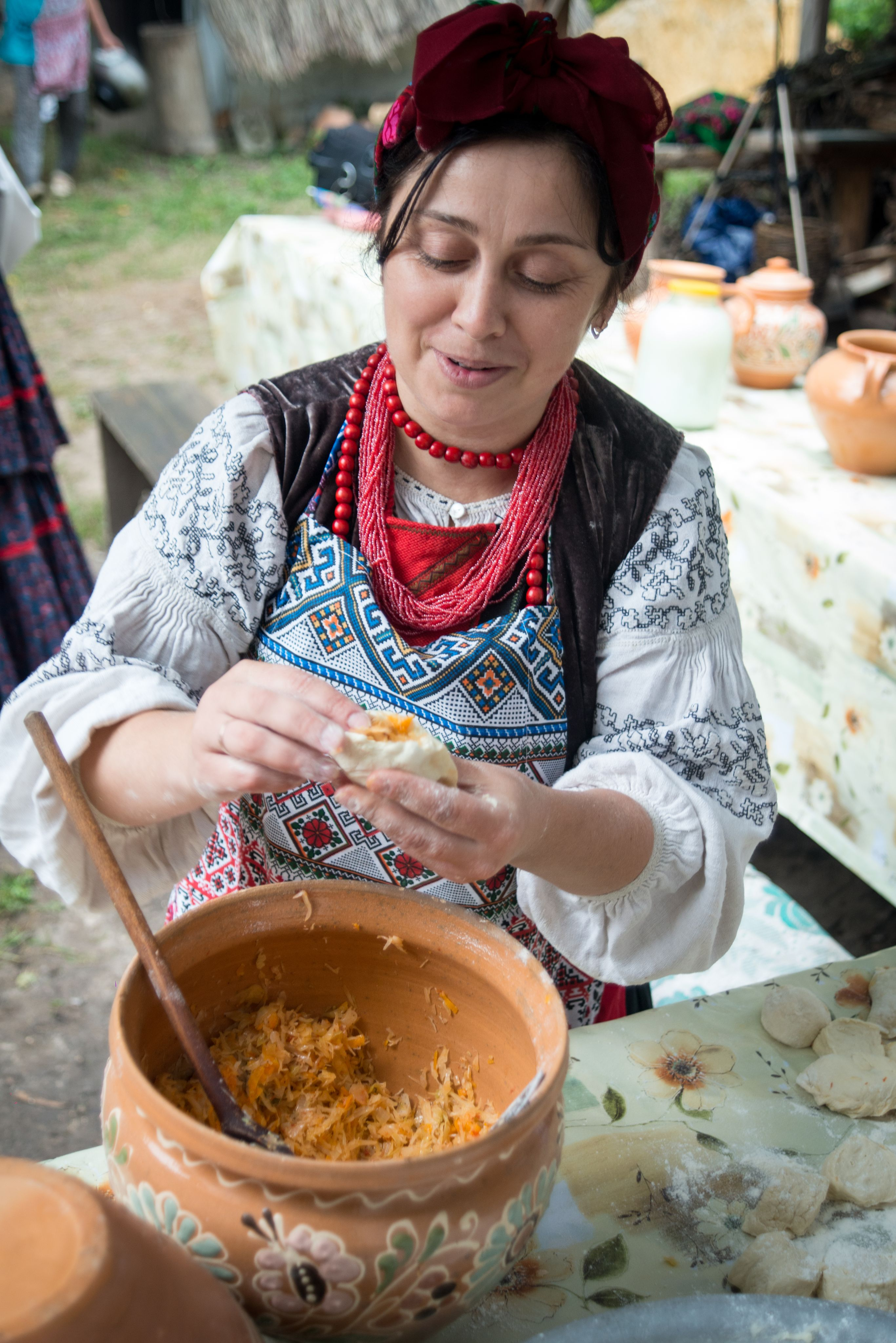
Процес готування вареників
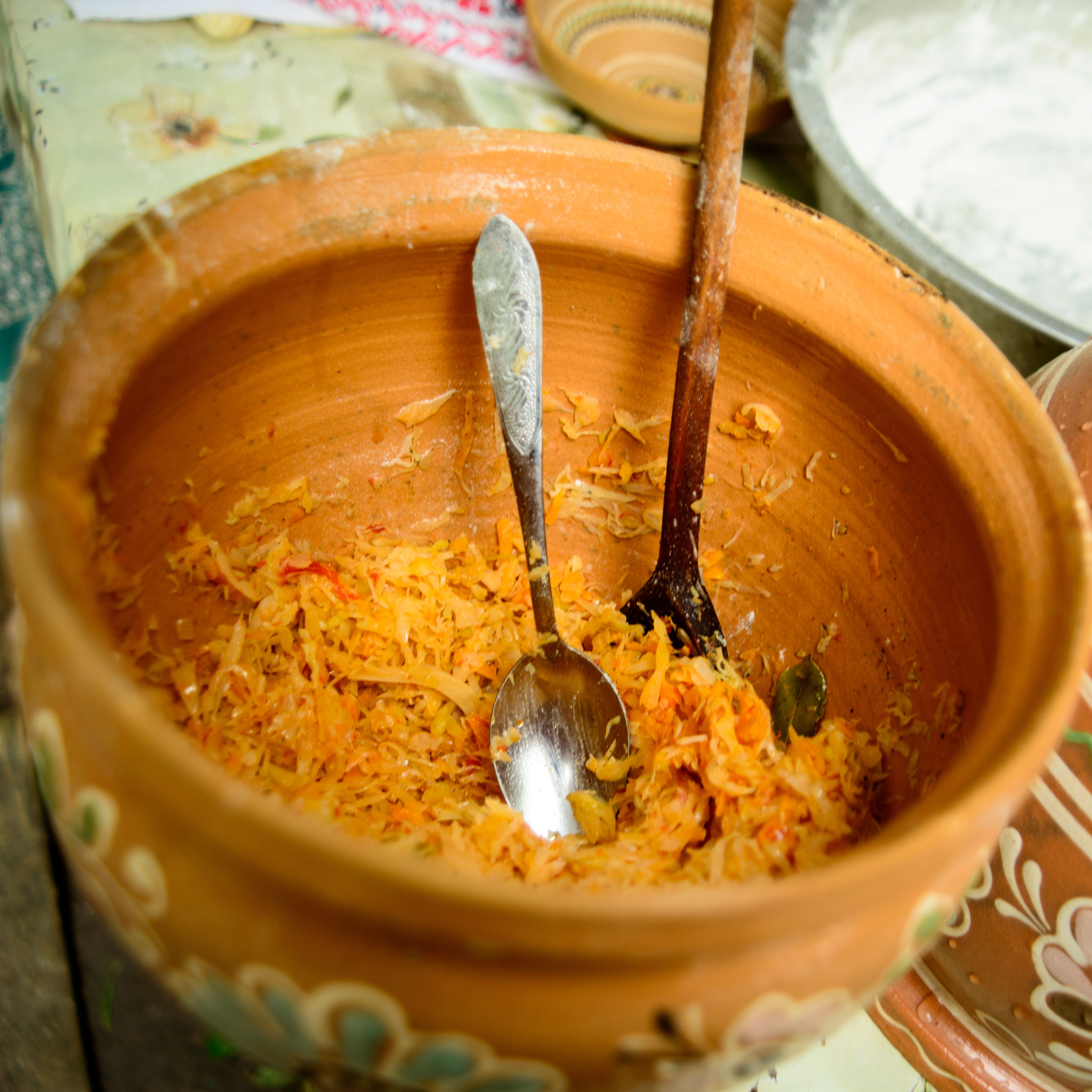
Процес готування вареників
- Процес готування вареників
- Тонкощі готування вареників
- Лі́плення вареників

### Тісто для вареників
Тісто для вареників готують зазвичай з пшеничного борошна, води, солі та яєць (останній інгредієнт не обов'язковий). Тісто, приготовлене без яєць, буде м'якшим. Воду слід брати холодну, а не теплу, оскільки холодна вода довше тримає вологу, тісто не так скоро висихає і під час виготовлення вареників добре злипається.
Тісто повинно бути середньої густоти, бо густе тісто важко розкачувати, а також вареники з нього погано ліпляться. Щоб зліпити вареник напівкруглої форми, з розкачаного тіста склянкою вирізують круглі коржики (варениці), кладуть на середину начинку (так щоб не досягала до країв), тісто складають удвоє та зліплюють краї варениці.
Зліплені вареники кладуть у таку кількість киплячої води, щоб вони могли вільно плавати. Воду попередньо підсолюють. Одразу після вкидання вареників в окріп і декілька разів під час варіння їх потрібно помішувати дерев'яною кописткою (щоб не прилипали до дна). Вареники вважають готовими, коли вони після 5–7 (8–10, залежно від начинки) хвилин варіння спливуть на поверхню води. Після цього шумівкою вибирають їх у друшляк, дають стекти воді, а потім перекладають у рондель або каструлю, поливають розігрітим вершковим маслом і злегка струшують, щоб вареники покрились жиром і не прилипали один до одного. Залежно від того, з яким фаршем приготовлені вареники, для подачі на стіл їх поливають розтопленим смальцем зі шкварками (маслом) або посипають цукром. Окремо подають сметану.
На 3 склянки пшеничного борошна — ¾ склянки молока або води, 1 яйце, ½ чайної ложки солі.

### Вареники з сиром

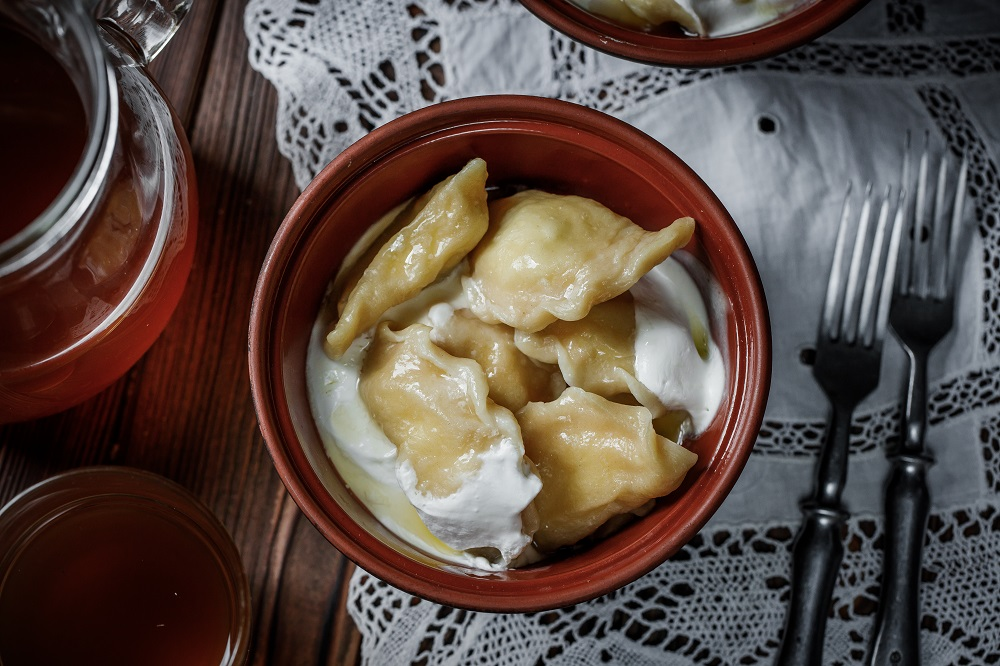
Запечені вареники з сиром у горщиках

Замісивши тісто, залишають його на 40 хв. Сир для вареників пропускають крізь м'ясорубку або протирають крізь сито (за бажанням), додають сирі яйця, цукор, сіль, все добре змішують, після чого ліплять вареники. Готові вареники кладуть гарячими на тарілку, поливають маслом і, за бажанням, посипають цукром (можна змішаним з корицею). Окремо подають сметану.
Для начинки — 800 г сиру, ½ склянки цукру, 2 яйця, сіль.

### Вареники з полуницями
Полуниці промивають, перебирають, відривають плодоніжки, пересипають цукром і ставлять на 25-30 хвилин у холодне місце, потім відкидають на сито або друшляк і відціджують сік. До готових вареників подають відціджений полуничний сік або поливають сметаною.
Суниці або малину для приготування вареників потрібно мати сухі, інакше тісто погано зліпиться і вареники розлізуться в окропі.
На 3 склянки пшеничного борошна — ¾ склянки води, 1 яйце, 4 склянки полуниць, ½ склянки цукру.

### Вареники з маком
Мак заливають окропом і зливають сміття, що спливло наверх, потім вдруге заливають окропом і залишають на 10–15 хвилин. В цей час воду підігрівають, але не кип'ятять. Після цього мак відкидають на сито і, коли стече вода, перекладають у макітру та розтирають. Розтертий мак змішують з цукром і продовжують розтирати ще 4–5 хвилин. Далі роблять вареники і відразу ж кладуть їх у киплячу підсолену воду, бо тісто швидко розмокає від води, якою насичений мак.
Готові вареники подають на стіл з цукром або медом.
Для начинки — 1½ склянки маку, ½ склянки цукру.

### Вареники з картоплею
На 50 невеликих вареників:
- 3 склянки (450 г) борошна
- 3 ст. ложки сметани
- 1/2 ч. ложки солі
- 1/2 ч. ложки соди
- біля 100 мл (1/2 склянки) води кімнатної температури

Для начинки
- 5–6 невеликих картоплин (500 г)
- 2 цибулини
- 70–100 г вершкового масла
- мелений перець
- сіль

Примітка: Сметану можна замінити практично будь-яким кисломолочним продуктом, але вареники з тіста на сметані виходять найніжнішими.
Спосіб приготування
1. Картоплю почистіть, наріжте на великі шматки та зваріть у підсоленій воді. Воду злийте, покладіть у каструлю половину вершкового масла і помніть до стану пюре.
2. Дрібно наріжте цибулю й обсмажте на олії до рум'яного кольору.
3. Просійте борошно в миску і перемішайте з сіллю.
4. Соду додайте в сметану і гарненько перемішайте.
5. Сметану з содою додайте в борошно, перемішайте і, постійно помішуючи і підливаючи воду, замісіть тісто середньої густини.
6. Гарненько вимісіть тісто і заверніть його на 15-20 хвилин у плівку або кульок, щоб тісто трохи вистоялося і не обвітрилося.
7. Картопляне пюре поперчіть, додайте в нього половину смаженої цибулі і добре все перемішайте.
8. Від готового тіста відріжте приблизно чверть, скачайте з цього шматка ковбаску шириноюблизько 3 см, яку наріжте на шматочки завтовшки близько 1,3 см. Решту тіста тримайте в плівці.
9. Розкачайте шматочки тіста в нетовсті коржики. Заготовки з тіста тримайте під серветкою, щоб вони не пересихали.
10. На середину кружечка покладіть неповну чайну ложечку начинки.
11. Краї вареника ретельно заліпіть. При бажанні можна прикрасити край вареника «кіскою».
12. Вареники опустіть у киплячу підсолену воду, злегка перемішайте, щоб вони не прилипнули до дна, варіть 2-3 хвилини після спливання.
13. Зварені вареники виймайте шумівкою і кладіть у миску з вершковим маслом, що залишилося. Посипте вареники смаженою цибулею, що залишилася, а при бажанні й шкварками з сала. Можна їсти вареники і зі сметаною.

### Пироги (вареники) руські
Вареники руські (пол. Pierogi ruskie), які ви знайдете в Польщі та Західній Україні. Вони потрапили до Польщі зовсім не з російської кухні. Рецепт разом з назвою поширився до Польщі з Галичини — області, яка ще кілька століть тому називалася «Червона Русь». І саме цей різновид пирогів став найпопулярнішим — важко знайти кафе або ресторан, в меню якого не значилися б Пироги руські. Начиняють їх сумішшю вареної картоплі і сиру, присмаченою різними приправами, а подають зі смаженою цибулею та шкварками.